# 베스 포터
베스 포터(Beth Porter, 1942년 5월 23일 ~ )는 미국의 배우, 연극 배우, 텔레비전 배우, 영화배우이다.
뉴욕에서 태어났다.

## 영화
- 슈퍼맨 2 (1980년)
- 위대한 개츠비 (1974년)